# Gli insegnamenti di Don Juan
Gli insegnamenti di Don Juan. Una via Yaqui alla conoscenza (conosciuto anche come A scuola dallo stregone) è un libro dello scrittore peruviano, naturalizzato statunitense, Carlos Castaneda, resoconto delle proprie esperienze di apprendistato presso l'indiano yaqui Juan Matus, sciamano e stregone, avvenute tra il 1961 e il 1965 nella regione di Sonora, tra il Messico e la zona sud-occidentale degli Stati Uniti.

## Sintesi
Nell'introduzione del libro, l'autore illustra come ebbe modo di conoscere Don Juan Matus nell'estate 1960, parlando della fama che questi aveva di essere un diablero, ossia uno stregone dedito all'arte di sognare, e facendo una riflessione sul proprio apprendistato durato 5 anni, in cui fu introdotto alla conoscenza di «stati di realtà non-ordinaria» sotto l'effetto allucinogeno di alcuni tipi di piante.
Il libro si suddivide in due parti: la prima contiene gli insegnamenti effettivi di Don Juan contenuti negli appunti presi da Carlos Castaneda a diretto contatto col maestro; la seconda consiste in un'analisi strutturale di questi insegnamenti con cui l'autore si propone di mostrare la loro coesione interna.

### Prima parte: gli insegnamenti
Carlos Castaneda racconta all'inizio di aver iniziato a frequentare lo sciamano Don Juan per essere istruito sulla pianta del peyote, con lo scopo in realtà di accedere alle sue conoscenze sul potere delle piante. Don Juan replicò sin da allora che era necessario possedere «chiarezza di idee e di intenti» perché una tale richiesta fosse valida.
Dopo la prima esperienza vissuta da Carlos Castaneda di uno stato di realtà non-ordinaria indotto dal peyote, altrimenti chiamato mescalito, Don Juan si persuase di avere trovato in lui un prescelto, ossia l'apprendista al quale comunicare i propri secretos, i segreti da lui detenuti e ricevuti a sua volta dal proprio precedente maestro, costituenti il bagaglio di un «uomo di sapere».
Egli si propose quindi di far conoscere al suo nuovo allievo un «alleato», cioè un «potere capace di portare un uomo oltre i confini del sé», che distingue l'uomo di sapere dagli uomini normali che ne sono privi. Il primo alleato che Carlos Castaneda fu chiamato a «domare» fu quello contenuto nelle piante di datura inoxia, nota anche come erba del diavolo. Si trattò di un apprendimento diviso in tre fasi, in cui l'autore sperimentò dapprima un'inusuale forza fisica e coraggio di compiere imprese audaci, quindi la capacità divinatoria di conoscere eventi e informazioni altrimenti inaccessibili, infine il potere di volare attraverso la realtà non ordinaria coprendo distanze enormi.
La necessità di dover osservare scrupolosamente un preciso rituale o «regola» per manipolare correttamente il potere dell'erba del diavolo, tuttavia, espose Carlos Castaneda al rischio di errori fatali che avrebbero potuto farlo impazzire. Don Juan gli prospettò allora la possibilità di un altro alleato, meno possessivo e imprevedibile, invitandolo ancora una volta ad avere chiarezza di intenti sulla strada da seguire, avvisandolo:
(Gli insegnamenti di Don Juan, cap. 5)
Il secondo alleato che Carlos Castaneda sperimentò fu il «fumino» (humito), ossia una miscela di erbe da fumare con una pipa speciale, il cui composto principale erano dei funghi appartenenti presumibilmente alla specie psilocybe mexicana, per controllare il quale era però necessario condurre una vita forte e disciplinata. Sotto il suo influsso egli acquisì la facoltà di penetrare all'interno degli oggetti, assumendo uno stato di incorporeità capace di conferire l'estasi. In altre occasioni, Don Juan insegnò a Carlos Castaneda a usare il suo effetto per tramutarsi in un corvo, ordinandogli di volare. Nell'ultima di queste esperienze col fumino, Carlos Castaneda ricordò di aver volato con altri tre corvi, di colore argenteo, che il suo maestro gli rivelò essere emissari del suo destino.

### Seconda parte: un'analisi strutturale
Nella seconda parte Carlos Castaneda realizza un'analisi molto schematica degli insegnamenti appresi, per rivelare la loro coerenza e coesione interna. Egli li scompone in quattro concetti o unità principali:
- Uomo di conoscenza
- Un uomo di conoscenza ha un alleato
- Un alleato ha una regola
- La regola è confermata da un consenso speciale

Queste quattro unità vengono suddivise in altre idee sussidiarie, ulteriormente analizzate, così che la struttura complessiva comprende tutti i concetti significativi imparati dall'autore fino al momento in cui ha abbandonato il suo apprendistato nel settembre 1965.